# Alone Again, Wonderful World
Alone Again, Wonderful World (アローンアゲイン、ワンダフルワールド?, Arōn Agein, Wandafuru Wārudo) è il ventiseiesimo singolo della rock band visual kei giapponese Plastic Tree. È stato pubblicato il 9 aprile 2008 dall'etichetta major Universal Music.
Il singolo è stato stampato in due versioni, entrambe in confezione jewel case: una special edition con DVD extra ed una normal edition con copertina diversa ed un brano in più.

## Tracce
Dopo il titolo è indicata fra parentesi "()" la grafia originale del titolo, eventuali note sono indicate dopo il punto e virgola ";".

### Normal edition
1. Alone Again, Wonderful World (アローンアゲイン、ワンダフルワールド?) - 5:23 (Ryūtarō Arimura)
2. Psychedelizm (サイケデリズム?) - 4:20 (Ryūtarō Arimura - Tadashi Hasegawa)
3. Hajimete no XXX (初めてのXXX?) - 2:23 (Ryūtarō Arimura)

### Special edition
1. Alone Again, Wonderful World (アローンアゲイン、ワンダフルワールド?) - 5:23 (Ryūtarō Arimura)
2. Psychedelizm (サイケデリズム?) - 4:20 (Ryūtarō Arimura - Tadashi Hasegawa)
3. Alone Again, Wonderful World ~Instrumental~ (アローンアゲイン、ワンダフルワールド〜Instrumental〜?) - 5:23 (Ryūtarō Arimura)
4. Psychedelizm ~Instrumental~ (サイケデリズム〜Instrumental〜?) - 4:20 (Tadashi Hasegawa)

#### DVD
1. Alone Again, Wonderful World; videoclip
2. Alone Again, Wonderful World; making of

## Altre presenze
- Alone Again, Wonderful World:
  - 24/09/2008 - Utsusemi
  - 26/08/2009 - Gestalt hōkai

## Formazione
- Ryūtarō Arimura - voce e seconda chitarra
- Akira Nakayama - chitarra e cori
- Tadashi Hasegawa - basso e cori
- Hiroshi Sasabuchi - batteria